# Chaumont-d’Anjou
Chaumont-d’Anjou ist eine Ortschaft und eine Commune déléguée in der französischen Gemeinde Jarzé Villages mit 309 Einwohnern (Stand 1. Januar 2022) im Département Maine-et-Loire in der Region Pays de la Loire. 
Mit Wirkung vom 1. Januar 2016 wurden die Gemeinden Beauvau, Chaumont-d’Anjou, Jarzé und Lué-en-Baugeois zu einer Commune nouvelle mit dem Namen Jarzé Villages zusammengelegt. Die Gemeinde Chaumont-d’Anjou gehörte zum Arrondissement Angers und zum Kanton Angers-6.

## Geografie
Chaumont-d’Anjou liegt im Norden des Départements Maine-et-Loire in einer überwiegend durch Landwirtschaft und Weinbau geprägten Gegend. Hier entspringt das Flüsschen Aunaies, ein Zufluss des Authion.

## Bevölkerungsentwicklung
| Jahr                       | 1962 | 1968 | 1975 | 1982 | 1990 | 1999 | 2006 | 2013 |
| Einwohner                  | 254  | 259  | 226  | 207  | 261  | 252  | 307  | 282  |
| Quellen: Cassini und INSEE |      |      |      |      |      |      |      |      |

## Wirtschaft
Der Weinbau von Chaumont-d’Anjou ist dem Anbaugebiet Anjou zugeordnet. Chaumont-d’Anjou ist eine von nur noch wenigen Ortschaften im Baugeois, in denen Weinbau betrieben wird. 

## Sehenswürdigkeiten
- Kloster Chaloché, 1129 bis 1147 erbaut, seit 1973 Monument historique
- Schloss Le Rouvoltz, seit 1993 Monument historique
- Schloss Vaux, seit 1993 Monument historique